# Alejandro Maldonado Aguirre

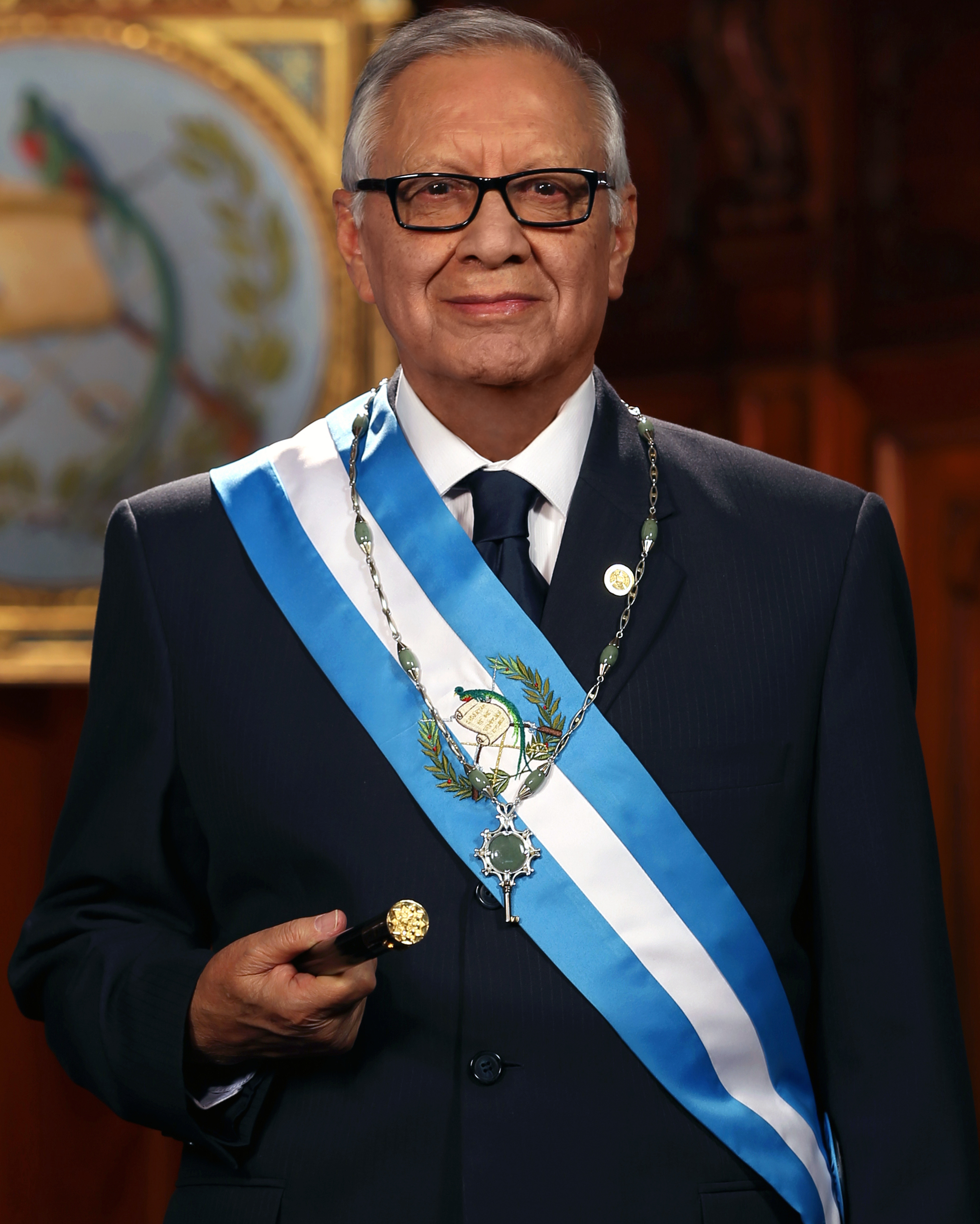
Offizielles Porträt

Alejandro Baltazar Maldonado Aguirre (* 6. Januar 1936 in Guatemala-Stadt) ist ein guatemaltekischer Jurist und Politiker (MLN, PNR). Er war vom 3. September 2015 bis 14. Januar 2016 Staatspräsident von Guatemala.

## Leben
Alejandro Maldonado Aguirre studierte Jura an der Universidad San Carlos de Guatemala und ließ sich anschließend zunächst als Rechtsanwalt und Notar nieder. Er ist verheiratet mit der im schweizerischen Lugano geborenen Salvadorianerin Mariem Lutomirsky Ayala, mit der er drei Söhne hat, darunter den langjährigen Chef der guatemaltekischen Katastrophenschutzbehörde CONRED, Alejandro Maldonado Lutomirsky.

## Politische Laufbahn
Bereits in jungen Jahren wandte sich Maldonado der Politik zu. Er schloss sich der im Zuge des Militärputsches von 1954 gegründeten, antikommunistischen Nationalen Befreiungsbewegung (Movimiento de Liberación Nacional, MLN) an und wurde 1956 für diese in den Stadtrat von Guatemala-Stadt gewählt. Von 1966 bis 1970 war er für die MLN Abgeordneter im guatemaltekischen Parlament, bevor er Ende 1970 zusammen mit Álvaro Arzú, Jorge Serrano, Edmond Mulet und anderen gemäßigteren Mitgliedern auf Betreiben des Parteivorsitzenden Mario Sandoval Alarcón wegen Kontakten zur Christlich-Demokratischen Partei Guatemalas (Democracia Cristiana Guatemalteca, DCG) aus der MLN ausgeschlossen wurde. Nichtsdestotrotz wurde er 1970 von General Carlos Arana Osorio, der mit Unterstützung der MLN zum Präsidenten gewählt worden war, zum Bildungsminister ernannt. Dieses Amt hatte er bis 1974 inne. Unter den beiden nachfolgenden Präsidenten, den Generälen Laugerud und Lucas, war Maldonado Botschafter Guatemalas bei den Vereinten Nationen, zunächst von 1974 bis 1976 in New York und sodann von 1978 bis 1980 in Genf.
Im Jahr 1978 gründete Maldonado gemeinsam mit Alvaro Arzú und Edmond Mulet die Partei der Nationalen Erneuerung (Partido Nacional Renovador, PNR), deren beherrschende Figur er bis 1985 blieb. 1982 kandidierte Maldonado für eine Koalition aus DCG und PRN für das Präsidentenamt, erreichte mit 22,7 % jedoch nur den dritten Platz. Letztlich wurden diese Wahlen aber ohnehin durch den zwei Wochen später erfolgten Militärputsch unter General Efraín Ríos Montt annulliert.
Von 1984 bis 1986 gehörte Maldonado der Verfassungsgebenden Versammlung an, die den Übergang von der jahrzehntelangen Militärherrschaft zurück zu zivilen, demokratischen Regierungen vorbereitete. In der Folge war er von 1986 bis 1991 und erneut von 1996 bis 2001 Richter am Verfassungsgerichtshof. Dazwischen war er von 1991 bis 1995 Botschafter Guatemalas in Mexiko. Im Jahr 2002 war Maldonado Mitbegründer der von Alvaro Arzú und anderen Dissidenten der Nationalen Fortschrittspartei (Partido de Avanzada Nacional, PAN) ins Leben gerufenen Unionistischen Partei (Partido Unionista, PU). Für diese wurde er zwei Jahre später ins Parlament gewählt, dessen Erster Vizepräsident er dann im Jahr 2005 war. Nach seinem Ausscheiden aus dem Parlament wurde Maldonado erneut zum Richter am Verfassungsgerichtshof gewählt, was er bis 2015 blieb. Im Jahr 2006, wie zuvor schon einmal im Jahr 1989, war er Präsident des Verfassungsgerichtshofs.

### Der Fall „La Línea“
Am 8. Mai 2015 trat die Vizepräsidentin Roxana Baldetti im Zuge eines Korruptionsskandals um ein „La Línea“ genanntes Netzwerk innerhalb der guatemaltekischen Steuer- und Zollverwaltung (Superintendencia de Administración Tributaria, SAT) zurück. Dieses Netzwerk hatten die Internationale Kommission gegen die Straflosigkeit in Guatemala (Comisión Internacional contra la Impunidad en Guatemala, CICIG) und die guatemaltekische Generalstaatsanwaltschaft drei Wochen zuvor aufgedeckt und dabei Baldettis Privatsekretär Juan Carlos Monzón als dessen Kopf identifiziert. Nach Baldettis Rücktritt musste Präsident Otto Pérez Molina dem Parlament eine Liste mit drei Kandidaten überreichen, aus denen das Parlament dann Baldettis Nachfolger wählen sollte. Nachdem das Parlament die ersten beiden Listen komplett zurückgewiesen hatte, überreichte Pérez dem Parlament schließlich eine Liste, auf der neben zwei anderen Kandidaten auch Maldonado stand. Diesen wählte das Parlament dann am 14. Mai zum neuen Vizepräsidenten.
Gut drei Monate später, am 21. August 2015, erhoben die CICIG und die Generalstaatsanwaltschaft dann gegen Präsident Pérez den Vorwurf, selbst bereits seit der Zeit vor seiner Präsidentschaft der Kopf des Netzwerks „La Línea“ gewesen zu sein, und forderten ihn auf, zurückzutreten. Dies lehnte Pérez zunächst ab. Nachdem jedoch am 1. September das Parlament einstimmig seine Immunität aufgehoben hatte und noch am gleichen Tag ein Haftbefehl gegen ihn ergangen war, erklärte Pérez am 2. September seinen Rücktritt als Staatspräsident. Diesen nahm das Parlament am 3. September an und vereidigte am gleichen Tag Maldonado als neuen Staatspräsidenten. Am 14. Januar 2016 trat Maldonados Nachfolger Jimmy Morales das Präsidentenamt an.